# Viking 1 Lander
Il Viking 1 Lander fu il modulo di terra della missione spaziale Viking 1, lanciata dalla NASA negli anni settanta del Novecento ed entrata in orbita attorno a Marte il 21 giugno 1976; si è trattato di una delle sonde spaziali più significative nella storia dell'esplorazione di Marte. Dopo una rapida ricognizione dei possibili luoghi di atterraggio operata dalla centrale operativa terrestre in base alle immagini ricevute dall'orbiter, la missione del lander era quella di discendere sulla superficie di Marte per dispiegare i suoi strumenti di analisi dell'atmosfera e del terreno.
Prima del lancio, il lander venne custodito all'interno di un contenitore stagno per evitare il potenziale inquinamento dell'ambiente marziano con microrganismi di origine terrestre.

## Strumentazione di bordo
Il lander era costituito da una struttura portante in alluminio a forma esagonale, dai lati lunghi alternativamente 0,56 metri ed 1,09 metri, sostenuta da tre supporti collegati ai lati più corti; i piedi dei supporti formavano un triangolo equilatero dal lato di 2,21 metri, sul cui lato si giacevano, visti dall'alto, i lati maggiori dell'esagono. La strumentazione era collocata al di sopra della struttura in alluminio.
La produzione di energia era assicurata da due generatori termici a radioisotopi contenenti plutonio-238, collocati ai due lati opposti della base del lander e protetti da schermi paravento. Ogni generatore aveva un'altezza di 28 cm, un diametro di 58 cm ed una massa di 13,6 kg ed era in grado di produrre 30 W di corrente continua a 4,4 volt. L'energia in eccesso era accumulata da quattro batterie ricaricabili in nickel-cadmio a 28 volt, da 8 ampère-ora ciascuna.
Il governo dello strumento durante la fase di atterraggio era assicurato da un propulsore monopropellente ad idrazina con 12 ugelli di fuoriuscita, disposte in quattro gruppi di tre, in grado di fornire una spinta massima di 32 N, e di regolare l'assetto, l'orientamento e la rotazione del lander. La parte finale dell'atterraggio prevedeva l'entrata in funzione di tre ulteriori propulsori ad idrazina, ciascuno con 18 ugelli (in modo da minimizzare la contaminazione del terreno), regolabili per fornire una spinta compresa fra 276 N e 2667 N. La massa totale di propellente al lancio era pari ad 85 kg, contenuti in due serbatoi sferici di titanio montati sui due lati opposti del modulo, al di sotto dei paraventi dei generatori a radioisotopi. La fase di discesa è stata governata dallo stesso modulo grazie alla presenza a bordo di un inerziometro, di quattro giroscopi, di un aerodeceleratore, di un altimetro radar, di un radar preposto alla fase finale di discesa e all'atterraggio, e dei propulsori di controllo dell'assetto.
Le comunicazioni erano assicurate da una trasmittente da 20 W in banda S e due amplificatori TWTA da 20 W. In prossimità di un estremo della base del lander era inoltre collocata un'antenna parabolica ad alto guadagno orientabile su due assi; infine, dalla stessa base si estendeva un'antenna omnidirezionale a basso guadagno in banda S. Entrambe le antenne consentivano le comunicazioni dirette fra il lander e la Terra. Un'ulteriore antenna UHF (a 381 MHz) consentiva le comunicazioni (a senso unico) con l'orbiter, attraverso una radiotrasmittente da 30 W. I dati erano archiviati su un registratore da 40 Mbit; il computer di bordo aveva una memoria di 6000 parole per archiviare le istruzioni di comando.

## Apparecchi scientifici
La strumentazione scientifica del lander mirava essenzialmente a studiare la biologia, la composizione chimica (organica ed inorganica), la meteorologia, la sismologia, le proprietà magnetiche e fisiche e l'aspetto della superficie e dell'atmosfera marziana. Su uno dei lati maggiori della base erano montate due fotocamere di forma cilindrica orientabili a 360°; dal centro dello stesso lato si estendeva il braccio robotico finalizzato al prelevamento di campioni, dotato di un sensore di temperatura e di un magnete. Un'antenna meteorologica, dotata di sensori per rilevare la temperatura, la direzione dei venti e la loro velocità, fuoriusciva dalla parte superiore di una delle tre gambe del lander. Dal lato opposto rispetto alle fotocamere, in prossimità dell'antenna ad alto guadagno, si trovavano un sismometro, un magnete e dei bersagli di prova per le fotocamere stesse. Un compartimento interno del modulo, protetto dalle variazioni delle condizioni esterne, era sede degli esperimenti di biologia e dello spettrometro di massa del cromatografo a gas. All'interno della struttura si trovava inoltre uno spettrometro a fluorescenza a raggi X. Un sensore di pressione era collegato al lato inferiore del lander. La massa totale della strumentazione scientifica era approssimativamente pari a 91 kg.

## Svolgimento della missione

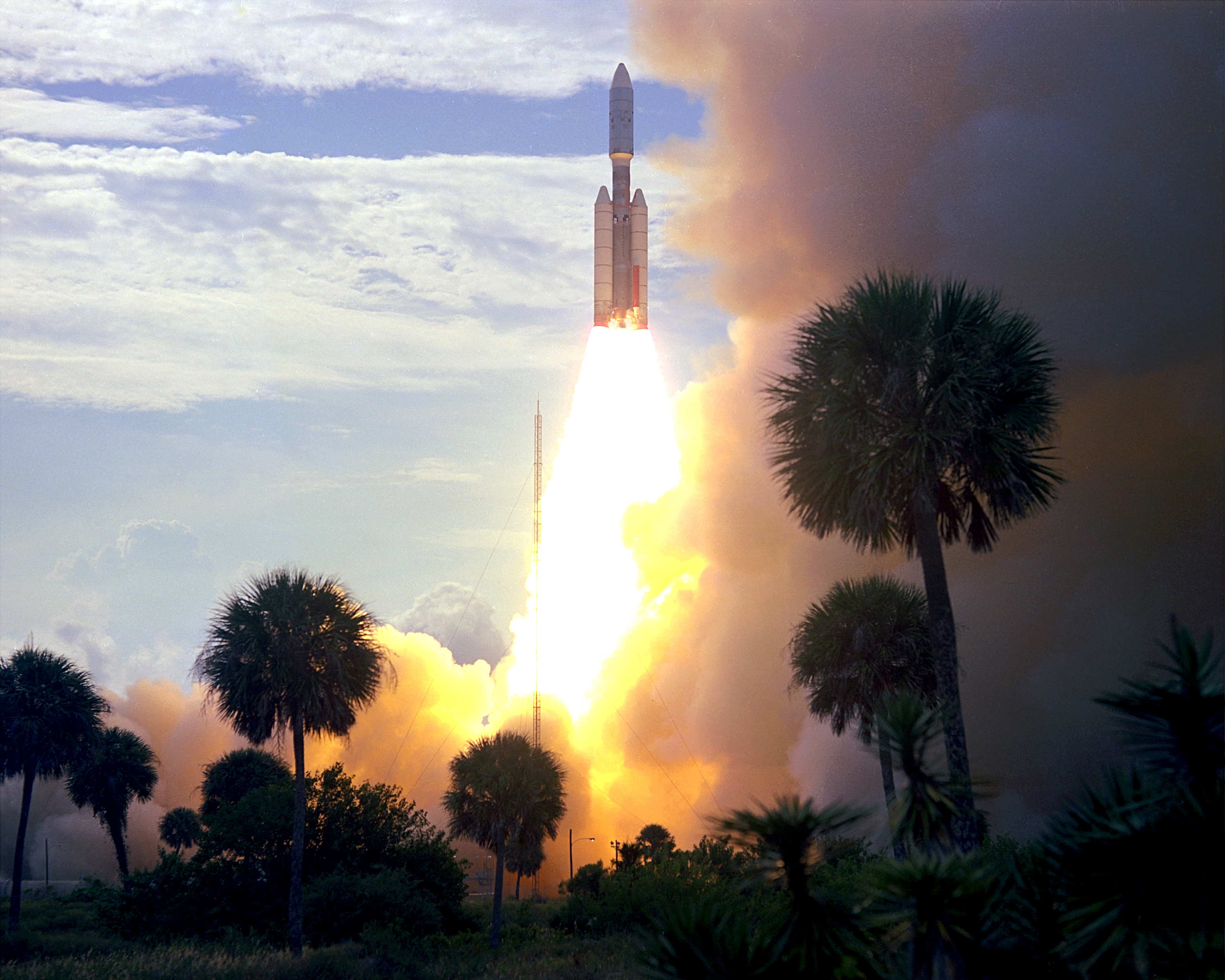
Il lancio della Viking 1 dalla rampa di lancio n.41 di Cape Canaveral, in Florida, il 20 agosto 1975.

Dopo il lancio e un viaggio di 304 giorni verso Marte, l'orbiter ha iniziato ad inviare immagini del pianeta a partire da cinque giorni prima dell'ingresso in orbita. 
Il modulo spaziale del Viking 1 si inserì nell'orbita marziana il 19 giugno 1976 e il 21 giugno si stabilizzò in un'orbita di 1513 x 33000 km, percorsa in 24.66 ore. Iniziò la ricerca fotografica di luoghi candidati per l'atterraggio e il sito di discesa fu scelto in base a queste fotografie. Il lander e il modulo orbitante si separarono il 20 luglio alle 08:51 UT. Nel momento del distacco, il lander stava orbitando attorno al pianeta alla velocità di 4 km/s. 
I razzi del lander si accesero per farlo uscire dall'orbita fino ad allora percorsa. Dopo poche ore e a circa 300 km dalla superficie, il lander fu orientato per atterrare.

## Parametri di atterraggio
Segue un prospetto dei dati relativi all'atterraggio del lander.